# Doutrina Drago

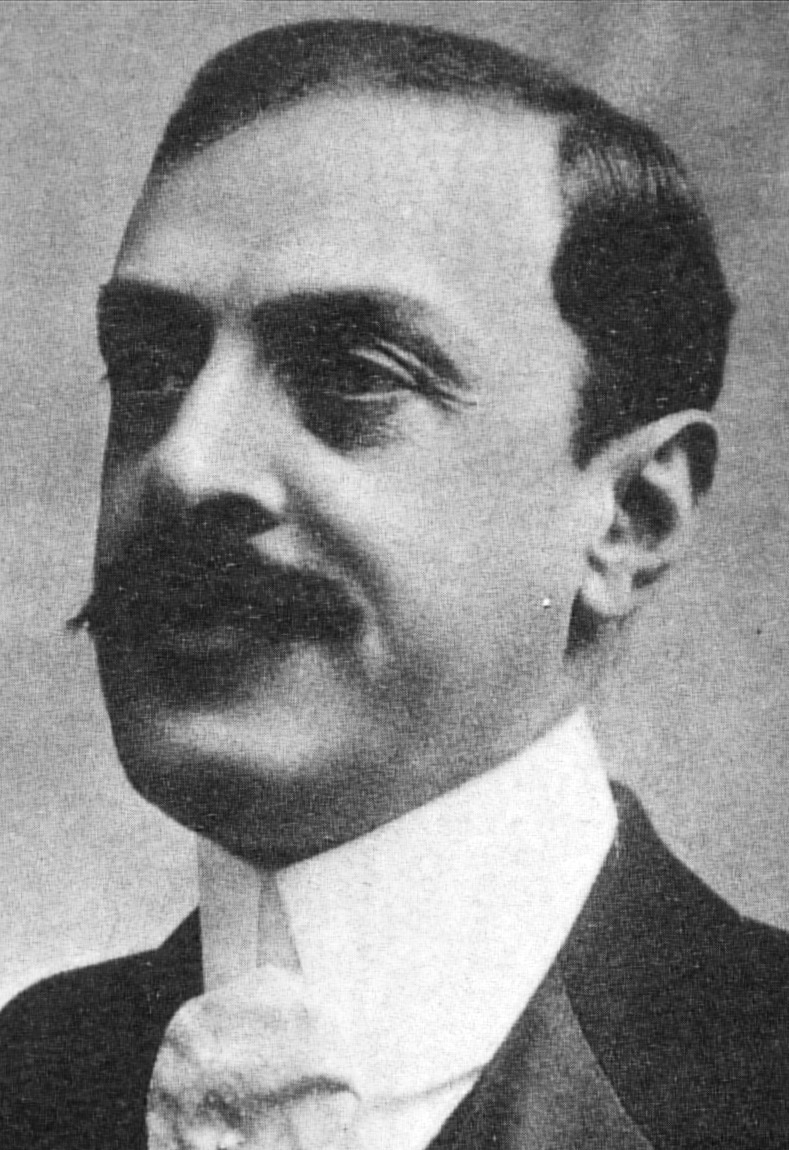
Luis Drago, autor da doutrina.

A Doutrina Drago foi anunciada em 1902 pelo chanceler argentino Luis María Drago em resposta ao descumprimento da Doutrina Monroe dos Estados Unidos. Afirma que nenhuma potência estrangeira pode usar a força contra uma nação americana com a finalidade de cobrar uma dívida.
Com base nas ideias de Carlos Calvo, no livro Direito Internacional Teórico e Prático da Europa e América. A Doutrina Calvo propõe a proibição da intervenção diplomática até que sejam utilizados todos os recursos pacíficos (ou jurídicos) para a solução de controvérsias. 

## Contexto
A Doutrina Drago foi uma resposta às ações da Grã-Bretanha, Alemanha e Itália, que impuseram um bloqueio naval à Venezuela no final de 1902, como resposta à enorme dívida que o presidente da Venezuela, Cipriano Castro, havia se recusado a pagar.
Frente a esse ataque, os Estados Unidos disseram que não iriam apoiar um Estado que fosse afetado por ataques de potências europeias que não se originou com a intenção de recuperar e colonizar territórios americanos. Ou seja, haveria defesa por parte dos Estados Unidos somente se as potências européias desejassem recolonizar algum território na América, sendo a doutrina surgindo como um ato de protesto por parte de Luis María Drago contra os Estados Unidos. 

## Consequências
Uma versão modificada foi aprovada por Horace Porter em Haia, em 1907. Esta acrescentou que a arbitragem e o litígio devem ser sempre utilizados primeiro.
O Brasil foi oficialmente contra a Doutrina Drago, pois era credor de países vizinhos.